# Gyrinoides limbatus
Gyrinoides limbatus is een keversoort uit de familie van schrijvertjes (Gyrinidae). De wetenschappelijke naam van de soort is voor het eerst geldig gepubliceerd in 1856 door Motschulsky.